# الربيع بن مسلم
الربيع بن مسلم أبو بكر القرشي الجمحي مولاهم البصري أحدُ رواة الحديث، وهو ثقة، احتج به مسلم، ووثقه أبو حاتم الرازي، وما لينه أحد، تُوفي سنة سبع وستين ومائة.

## روايته للحديث النبوي
- حدث عن: الحسن البصري، ومحمد بن زياد - صاحب أبي هريرة - وغيرهما.
- حدث عنه: يحيى بن سعيد القطان، وأبو داود، ومسلم بن إبراهيم، وطالوت بن عباد، وعدة. وحفيده شيخ مسلم عبد الرحمن بن بكر بن الربيع.[2]
- الجرح والتعديل: قال أبو حاتم الرازي: «ثقة»، وقال أبو داود السجستاني: «أروى الناس عن محمد بن زياد»، وقال أحمد بن حنبل: «شيخ ثقة»، وقال أحمد بن شعيب النسائي: «ثقة»، وقال أحمد بن صالح الجيلي: «ثقة»، وقال ابن حجر العسقلاني: «ثقة»، وقال يحيى بن معين: «ليس به بأس».[1]

## طالع أيضًا
- مسلم بن الحجاج
- محمد بن زياد